# Prigionieri del cielo
Prigionieri del cielo (The High and the Mighty) è un film del 1954 diretto da William A. Wellman.
Il film è ambientato quasi per intero all'interno di un quadrimotore Douglas DC-4, uno dei più moderni aerei da trasporto civile dell'epoca.

## Trama
Su un volo di linea dalle Hawaii alla California, uno dei quattro motori va in avaria e l'equipaggio, grazie al sangue freddo del copilota Dan Roman, è in costante contatto radio con la terraferma per verificare le ipotesi di salvataggio da attuare. Nel frattempo, i passeggeri a bordo, convinti di prepararsi al peggio, rivalutano le loro vite, facendo mente locale sugli errori del passato e pianificando gli eventuali comportamenti da attuare una volta toccato il suolo.

## Riconoscimenti
- 1955 - Premio Oscar
  - Miglior colonna sonora a Dimitri Tiomkin
  - Candidatura Migliore regia a William A. Wellman
  - Candidatura Miglior attrice non protagonista a Claire Trevor
  - Candidatura Miglior attrice non protagonista a Jan Sterling
  - Candidatura Miglior montaggio a Ralph Dawson
  - Candidatura Miglior canzone (The High and the Mighty) a Dimitri Tiomkin e Ned Washington
- 1955 - Golden Globe
  - Miglior attrice non protagonista a Jan Sterling